# Skrea socken
Skrea socken i Halland ingick i Årstads härad, uppgick 1952 i Falkenbergs stad och området ingår sedan 1971 i Falkenbergs kommun och motsvarar från 2016 Skrea distrikt.
Socknens areal var 32,45 kvadratkilometer, varav 31,9 land. År 2000 fanns här 3 121 invånare. En del av tätorten Falkenberg, tätorten Ringsegård samt tätorten Skrea med sockenkyrkan Skrea kyrka ligger i socknen. 

## Administrativ historik
Skrea socken har medeltida ursprung.
Vid kommunreformen 1862 övergick socknens ansvar för de kyrkliga frågorna till Skrea församling och för de borgerliga frågorna till Skrea landskommun. Herting överfördes till Falkenbergs stad 1908. Landskommunen inkorporerades 1952 i Falkenbergs stad som 1971 uppgick i Falkenbergs kommun.
1 januari 2016 inrättades distriktet Skrea, med samma omfattning som församlingen hade 1999/2000.  
Socknen har tillhört fögderier och domsagor enligt Årstads härad. De indelta båtsmännen tillhörde Södra Hallands första båtsmanskompani.

## Geografi och natur
Skrea socken ligger vid kusten mellan Ätran i norr och Suseån i söder, närmast sydost om Falkenberg. Socknen är en slättbygd med några långgrunda stränder som i Skrea strand.
Det finns två naturreservat i socknen: Grimsholmen som till liten del delas med Eftra socken ingår i EU-nätverket Natura 2000 medan Smörkullen är ett kommunalt naturreservat.
En sätesgård var Hertings herrgård.

## Fornlämningar
Från stenåldern finns boplatser. Från bronsåldern högar, gravrösen och skålgropstenar. Från järnåldern finns gravar och stensättningar. Vid offerplatsen Smörkullen påträffades 1859 en guldskål från bronsåldern.

## Namnet
Namnet (1447 Skrethe) kommer från kyrkbyn. Namnet innehåller plural av skred, 'något som skrider' syftande på sanddyner.

## Befolkningsutveckling
Befolkningen ökade  med några variationer från 675 1810 till 1 825 år 1900. 1910 hade befolkningen minskat till 1 478, som en följd av att Herting överfördes till Falkenbergs stad, varefter den fortsatte minska till 1 005 1960 då den var som minst under 1900-talet. Därefter vände folkmängden uppåt igen till 2 987 1990. Den stora expansionen ägde rum efter 1970 då antalet invånare fortfarande var 1 350.
| Befolkningsutvecklingen i Skrea socken 1760–1990                                                        | Befolkningsutvecklingen i Skrea socken 1760–1990 | Befolkningsutvecklingen i Skrea socken 1760–1990 | Befolkningsutvecklingen i Skrea socken 1760–1990 | Befolkningsutvecklingen i Skrea socken 1760–1990 |
| --- | ------------------------------------------------ | ------------------------------------------------ | ------------------------------------------------ | ------------------------------------------------ |
| |                                                  |                                                  |                                                  |                                                  |
| År |                                                  |                                                  | Folkmängd                                        |                                                  |
| 1760 | 1760                                             |                                                  | 483                                              |                                                  |
| 1769 | 1769                                             |                                                  | 490                                              |                                                  |
| 1780 | 1780                                             |                                                  | 571                                              |                                                  |
| 1790 | 1790                                             |                                                  | 569                                              |                                                  |
| 1800 | 1800                                             |                                                  | 640                                              |                                                  |
| 1810 | 1810                                             |                                                  | 675                                              |                                                  |
| 1820 | 1820                                             |                                                  | 920                                              |                                                  |
| 1830 | 1830                                             |                                                  | 1 034                                            |                                                  |
| 1840 | 1840                                             |                                                  | 1 105                                            |                                                  |
| 1850 | 1850                                             |                                                  | 1 199                                            |                                                  |
| 1860 | 1860                                             |                                                  | 1 468                                            |                                                  |
| 1870 | 1870                                             |                                                  | 1 741                                            |                                                  |
| 1880 | 1880                                             |                                                  | 1 641                                            |                                                  |
| 1890 | 1890                                             |                                                  | 1 735                                            |                                                  |
| 1900 | 1900                                             |                                                  | 1 825                                            |                                                  |
| 1910 | 1910                                             |                                                  | 1 478                                            |                                                  |
| 1920 | 1920                                             |                                                  | 1 384                                            |                                                  |
| 1930 | 1930                                             |                                                  | 1 328                                            |                                                  |
| 1940 | 1940                                             |                                                  | 1 276                                            |                                                  |
| 1950 | 1950                                             |                                                  | 1 089                                            |                                                  |
| 1960 | 1960                                             |                                                  | 1 005                                            |                                                  |
| 1970 | 1970                                             |                                                  | 1 350                                            |                                                  |
| 1980 | 1980                                             |                                                  | 2 494                                            |                                                  |
| 1990 | 1990                                             |                                                  | 2 987                                            |                                                  |
| Anm: Källor: Umeå universitet - Tabellverket 1749-1859, Demografiska databasen, CEDAR, Umeå universitet |                                                  |                                                  |                                                  |                                                  |